# Exocarpos
- Commons
- Wikispecies

Exocarpos é um género botânico pertencente à família Santalaceae.